# Ministre des Affaires du Nord et de l'Arctique
Le ministre des Affaires du Nord (en anglais : Minister of Northern Affairs) est le ministre responsable au sein du gouvernement fédéral canadien d’augmenter les possibilités économiques ainsi que la qualité de vie dans le Nord du Canada. Le ministre des Affaires du Nord agit au sein du ministère des Relations Couronne-Autochtones et des Affaires du Nord du Canada.
Il est d'ailleurs permis au gouverneur en conseil de nommer un ministre des Affaires du Nord, sinon, c'est le ministre des Relations Couronne-Autochtones qui assume les fonctions.

## Historique
En 1953, le poste de ministre des Affaires du Nord et des Ressources nationales est créé en tant que successeur officiel du ministre des Ressources et du Développement. Il en récupère alors les fonctions, auxquelles s'ajoute un axe sur les relations territoriales et inuites.
En 1966, les responsabilités du portefeuille sont réparties entre les nouveaux postes de ministre des Affaires indiennes et du Développement du Nord et de ministre de l'Énergie, des Mines et des Ressources, qui se voient attribuer la majorité des portefeuilles des affaires du Nord et des ressources nationales.
En 2015, le ministre des Affaires intergouvernementales Dominic Leblanc est également nommé ministre du Nord et du Commerce intérieur. Lorsqu'il quitte ses fonctions le 20 novembre 2019 pour raison de santé, le portefeuille est scindé en deux et le ministère du Nord est recréé et confié à Dan Vandal. Ce nouveau ministère a la charge des Affaires autochtones et du Nord Canada, en lien avec le ministre des Relations Couronne-Autochtones.

## Liste des titulaires
L'intitulé « Affaires du Nord » est recréé en 2017 et le poste de ministre des Affaires du Nord en 2018.
| Titulaire Parti                                | Titulaire Parti               | Titulaire Parti                       | Début                         | Fin                           | Cabinet          |
| ---------------------------------------------- | ----------------------------- | ------------------------------------- | ----------------------------- | ----------------------------- | ---------------- |
| Ministre des Affaires du Nord                  | Ministre des Affaires du Nord | Ministre des Affaires du Nord         | Ministre des Affaires du Nord | Ministre des Affaires du Nord | 29e (J. Trudeau) |
|                                                |                               | Dominic LeBlanc Libéral               | 18 juillet 2018               | 25 avril 2019                 | 29e (J. Trudeau) |
|                                                |                               | Carolyn Bennett (par intérim) Libéral | 26 avril 2019                 | 19 novembre 2019              | 29e (J. Trudeau) |
|                                                |                               | Dan Vandal Libéral                    | 20 novembre 2019              | 20 décembre 2024              | 29e (J. Trudeau) |
|                                                |                               | Gary Anandasangaree Libéral           | 20 décembre 2024              | 14 mars 2025                  | 29e (J. Trudeau) |
| 14 mars 2025                                   | 12 mai 2025                   | Gary Anandasangaree Libéral           | 30e (Carney)                  |                               |                  |
| Ministre des Affaires du Nord et de l'Arctique |                               |                                       | 30e (Carney)                  |                               |                  |
|                                                |                               | Rebecca Chartrand Libéral             | 30e (Carney)                  | 13 mai 2025                   | En fonction      |

### Anciens postes

#### Ministre du Nord canadien et des Ressources nationales (1953-1966)
| Titulaire Parti | Titulaire Parti | Titulaire Parti                            | Début            | Fin               | Cabinet             |
| --------------- | --------------- | ------------------------------------------ | ---------------- | ----------------- | ------------------- |
|                 |                 | Jean Lesage Libéral                        | 16 décembre 1953 | 21 juin 1957      | 17e (Saint-Laurent) |
|                 |                 | Douglas Harkness Progressiste-conservateur | 21 juin 1957     | 18 août 1957      | 18e (Diefenbaker)   |
|                 |                 | Alvin Hamilton Progressiste-conservateur   | 22 août 1957     | 10 octobre 1960   | 18e (Diefenbaker)   |
|                 |                 | Walter Dinsdale Progressiste-conservateur  | 11 octobre 1960  | 22 avril 1963     | 18e (Diefenbaker)   |
|                 |                 | Arthur Laing Libéral                       | 22 décembre 1963 | 30 septembre 1966 | 19e (Pearson)       |

#### Postes suivants
Les responsabilités sont transférées au ministre des Affaires indiennes et du Nord canadien de 1966 à 2018. Plus précisément le rôle est rattaché au ministre des Affaires indiennes et au développement du Nord canadien pour la plupart de cette période (1966-2011), puis le titre a évolué de diverses manières : 
- Ministre des Affaires autochtones et au Développement du Nord canadien (2011-2015) ;
- Ministre des Autochtones et des Affaires du Nord (2015-2017) ;
- Ministre des Relations Couronne-Autochtones et Affaires du Nord (2017-2018) ;
- Ministre des Relations Couronne-Autochtones (2018-2019).